# 英山県
英山県（えいざん-けん）は中華人民共和国湖北省黄岡市に位置する県。湖北省の東南部にあり、湖北省と安徽省を結ぶ要地である。

## 行政区画
- 鎮：温泉鎮、南河鎮、紅山鎮、金家鋪鎮、石頭嘴鎮、草盤地鎮、雷家店鎮、楊柳湾鎮
- 郷：方家嘴郷、孔家坊郷、陶家河郷